# Elaeocarpus grumosus
Elaeocarpus grumosus är en tvåhjärtbladig växtart som beskrevs av François Gagnepain. Elaeocarpus grumosus ingår i släktet Elaeocarpus och familjen Elaeocarpaceae. Inga underarter finns listade i Catalogue of Life.